# Nothocestrum breviflorum
Nothocestrum breviflorum är en potatisväxtart som beskrevs av Asa Gray.
Nothocestrum breviflorum ingår i släktet Nothocestrum och familjen potatisväxter. IUCN kategoriserar arten globalt som akut hotad. Inga underarter finns listade i Catalogue of Life.

## Bildgalleri

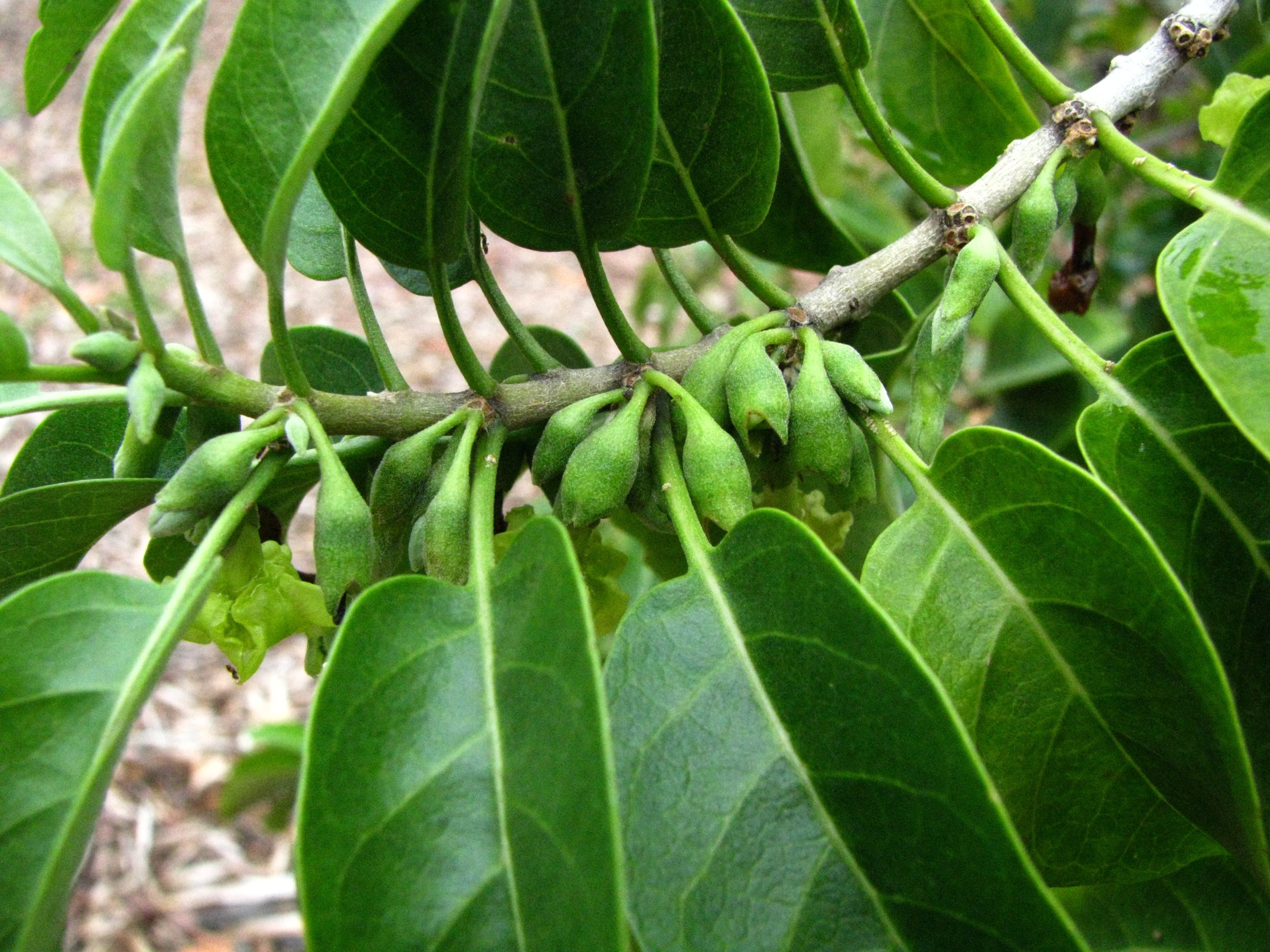